# Venereologia
La venereologia è la branca della medicina che si occupa dello studio e della cura delle malattie sessualmente trasmissibili.
Le malattie sessualmente trasmissibili (MST) sono infezioni che si possono contrarre attraverso rapporti sessuali e sono generate da batteri, funghi, parassiti e virus. Si differenziano tra loro per contagiosità (più o meno facile trasmissione), sintomatologia (disturbi e segni clinici caratteristici), decorso (tempi e modalità di sviluppo, gravità), prevenzione e cura (comportamenti che possono evitare il contagio e terapie specifiche).
Sono malattie prettamente a trasmissione sessuale la sifilide, la gonorrea, il linfogranuloma venereo e l’ulcera, ma anche in altro modo le uretriti aspecifiche, l’herpes, i condilomi, la scabbia, le infezioni delle vie genitali da Candida e Trichomonas, l’epatite virale e l’AIDS.
I fattori che mettono più a rischio sono l’aumento dei rapporti sessuali, la frequenza e il numero di partner sessuali, il numero dei partner del proprio o della propria partner e l’autoterapia, cioè cercare di curarsi da soli senza rivolgersi ad un medico.